# تليلت (امتضي)
تليلت هو دُوَّار يقع بجماعة امتدي، إقليم كلميم، جهة كلميم واد نون في المملكة المغربية. ينتمي الدوّار لمشيخة امتضي التي تضم 7 دواوير. يقدر عدد سكانه بـ 210 نسمة حسب الإحصاء الرسمي للسكان والسكنى لسنة 2004.

## روابط خارجية
- البوابة الوطنية للجماعات الترابية نسخة محفوظة 12 مارس 2018 على موقع واي باك مشين.
- المندوبية السامية للتخطيط